# Valdosende
Valdosende oder Valdozende ist eine Gemeinde im Norden Portugals.
Valdosende gehört zum Kreis Terras de Bouro im Distrikt Braga, besitzt eine Fläche von 12,1 km² und hat 550 Einwohner (Stand 19. April 2021).